# Мала Діана Леонідівна
Мала Діана Леонідівна (нар. 29 вересня 1969, Барські Чемериси, Барський район Вінницької області) ― заслужена артистка України, лауреат Першого Всеукраїнского конкурсу читців, присвяченого 185-річчю з дня народження Тараса Григоровича Шевченка (1989 р.).

## Біографія
Народилася 29 вересня 1969 р. в с. Барські Чемериси Барського району Вінницької області. Закінчила акторське відділення Дніпропетровського театрального училища у 1988 році та філологічний факультет (українська мова та література) Одеського Національного університету ім. І. Мечникова. З березня 1988 року працює в Одеському академічному українському музично-драматичному театрі ім. Василька.

## Театральні роботи
Софія — («Безталанна» І. Тобілевича), Охтисонька («Отак загинув Гуска» М. Куліша), Евжени, Мотря («Шельменко-денщик» Г. Квітки-Основ'яненка), Гермія («Сон в літню ніч» В. Шекспіра), Оля («Народний Малахій» М. Куліша), Сюзон («Любовь по-французьки» Р. Тома), Оляна («Норовливий» Я. Стельмаха), Марія Антонівна («Ревізор» М. Гоголя), Іветта («Кураж» за п'єсою Б. Брехта «Матінка Кураж та її діти»), Принцеса Тереза («Витівки шалапута» Р. Бродавко).

## Кінематограф
Кіноактриса — «Хрещений батько» за романом М. Пьюзо, Джулія, Нонсіанітта — «Втішувач вдов» Дж. Маротта, Б. Рондоне, Мар'я — «Іван-да-Мар'я» В. Гольдфельда, Марженка — «Будиночок-пряничок» М. Стегліка, Горнічна — «Генерали в юбках» Ж. Ануя, Сонька — «Гамбрінус» М. Розовського (за однойменним оповіданням О. Купріна), Юлія — «Секрет фірми» А. Шишкіна, Мавка –"Фантазія! Ти сила чарівна…".